# Sabine Oberhorner
Sabine Oberhorner (* 1971 in Prien am Chiemsee) ist eine deutsche Film- und Theaterschauspielerin.

## Leben
Sabine Oberhorner ist die Tochter der Volksschauspielerin Traudl Oberhorner. 
Ihre Schauspielausbildung absolvierte sie von 1989 bis 1992 an der Schauspielschule Zerboni in München. Oberhorner wirkte seit 1992 als Schauspielerin vor der Kamera in über 30 Film-und-Fernsehproduktionen mit. Auch als Bühnendarstellerin war sie an verschiedenen Theaterhäusern tätig, wie beispielsweise am Chiemgauer Volkstheater.
Sabine Oberhorner wohnt in München. Neben der Schauspielerei arbeitet sie seit einigen Jahren in einem Bekleidungsgeschäft in Starnberg.

## Filmografie
- 1992: Löwengrube (Fernsehserie, 1 Folge)
- 1992: Verkehrsgericht (Fernsehserie, 1 Folge)
- 1992–2012: SOKO München (Fernsehserie, 2 Folgen, verschiedene Rollen)
- 1993: Miriams Mutter
- 1993: Der Komödienstadel (Fernsehreihe, 2 Folgen)
- 1994: Das Glück is a Vogerl
- 1997: Mali: Part 1
- 1998: Der Bulle von Tölz: Berg der Begierden
- 1999: Für alle Fälle Stefanie (Fernsehserie, 1 Folge)
- 1999: Edvard Grieg: What Price Immortaily?
- 1999: Himmel auf Erden
- 1999–2000: Weißblaue Geschichten (Fernsehserie, 2 Folgen, verschiedene Rollen)
- 2000: Frische Ware
- 2001: Die Rote Meile (Fernsehserie, 1 Folge)
- 2002–2022: Die Rosenheim-Cops (Fernsehserie, 4 Folgen, verschiedene Rollen)
- 2003: Forsthaus Falkenau (Fernsehserie, 1 Folge)
- 2003: Mit Herz und Handschellen (Fernsehserie, 1 Folge)
- 2004: Lautlos
- 2004–2007: Der Alte (Fernsehserie, 2 Folgen, verschiedene Rollen)
- 2005: In einem anderen Leben
- 2006: Siska (Fernsehserie, 1 Folge)
- 2006: Tatort: Außer Gefecht
- 2008–2010: Kanal fatal (Fernsehserie, 7 Folgen)
- 2008: Freiwild. Ein Würzburg-Krimi
- 2009: Der Kaiser von Schexing (Fernsehserie, 1 Folge)
- 2009: Normal is des ned (Fernsehserie, 2 Folgen)
- 2010: SOKO Wien (Fernsehserie, 1 Folge)
- 2011: Frühling: Für immer Frühling (Fernsehreihe)
- 2011: Um Himmels Willen (Fernsehserie, 1 Folge)
- 2012: Die Garmisch-Cops (Fernsehserie, 1 Folge)
- 2012: Franzi (Fernsehserie, 1 Folge)
- 2013: SOKO Kitzbühel (Fernsehserie, 1 Folge)
- 2014: Hubert und Staller (Fernsehserie, 1 Folge)
- 2015: Im Schleudergang (Fernsehserie, 1 Folge)
- 2016: Dahoam is Dahoam (Fernsehserie, 3 Folgen)
- 2017: Hammer & Sichl (Fernsehserie, 1 Folge)